# نام‌های هند

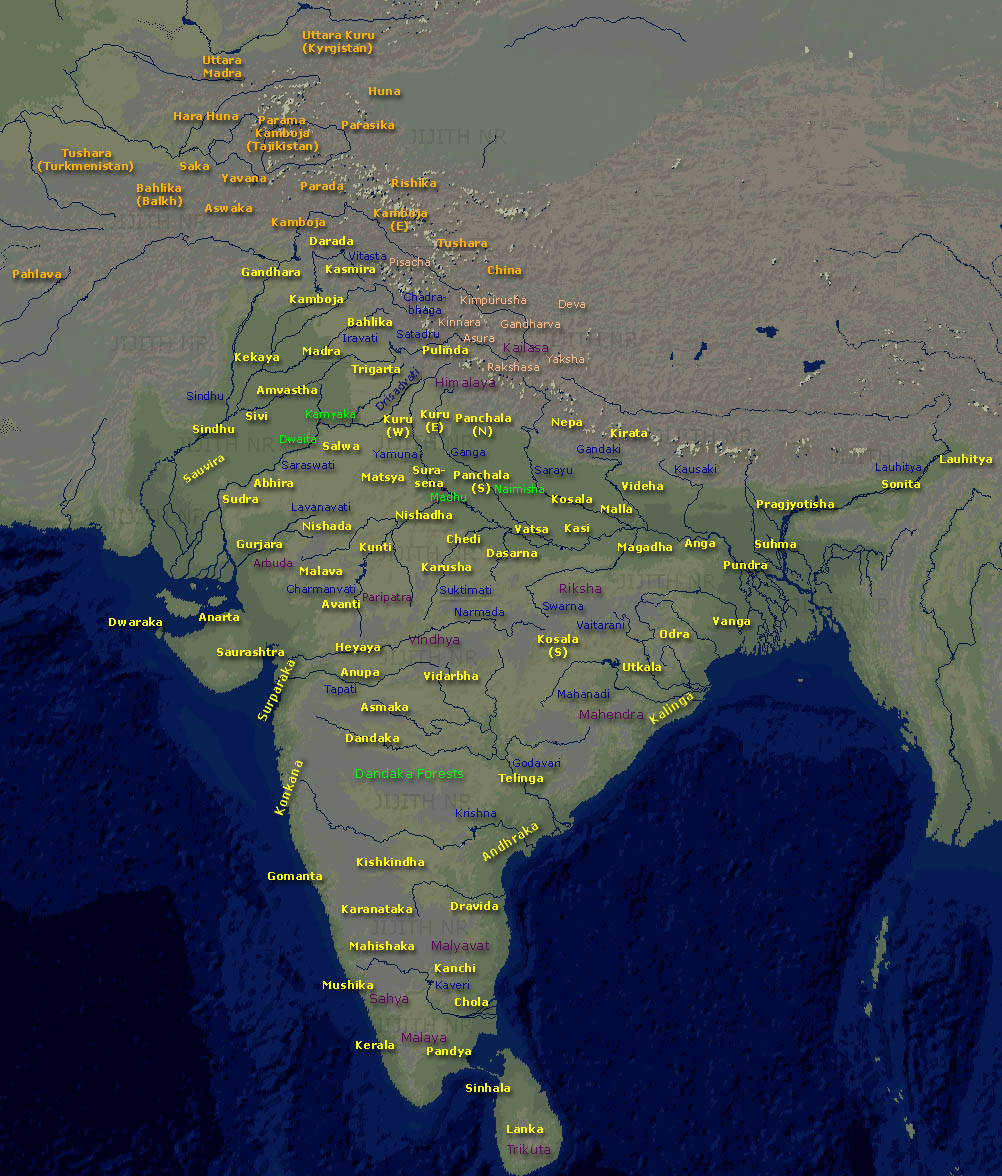
تصویری از قلمرو پادشاهی های هند و پادشاهی های باستان اش

دیگر نام‌های هند (आर्यावर्त) فهرستی است از دیگر نام‌هایی که سرزمین هندوستان با نام خوانده می‌شود یا در تاریخ بدان خوانده شده‌است. هند یا هندوستان با نام رسمی جمهوری هندوستان (هندی: भारत गणराज्य؛ تلفظ: بارَتْ گَنَرَاجْیَه) کشوری در جنوب آسیا است. هند از شمال غربی با پاکستان؛ از شمال با چین، بوتان، نپال و تبت؛ و از شمال شرقی با برمه و بنگلادش همسایه است. همچنین هند از خاور با خلیج بنگال، از باختر با دریای عمان، و از جنوب نیز با اقیانوس هند مرز آبی دارد.
اولین امپراتوری در هند با حکومت شاهنشاهی موریا بین سال‌های ۳۲۶ تا ۲۰۰ پیش از میلاد شکل گرفت و قدرتمندترین حاکم تاریخ هند، آشوکای بزرگ نام دارد که سومین شاه این سلسله‌است. وی در تمام جنبه‌های هنری و اجتماعی و سیستم اداری از هخامنشیان ایران الهام می‌گرفت؛ آثار بسیار مهم حجاری این دوره مانند پیکره چهار شیر (نماد ملی هند) بسیار تحت تأثیر حجاری تخت جمشید است.

## نام‌ها
- نام اصلی: भारत गणराज्य (بارَت گنراجیه)
- نام فارسی رسمی: جمهوری هندوستان
- نام عادی: هند

«هند» (و هم‌چنین صورت‌های آن در زبان‌های غربی ازجمله India در انگلیسی) برگرفته از زبان فارسی باستان است که به جای واژه سانسکریت «سیندو» (Sindhu) به‌کار می‌رفته و نام رودخانه سند بوده‌است.
- «هندوستان» که به عنوان نام کامل این سرزمین در اغلب کشورها از جمله خود هند رواج دارد واژه‌ای فارسی است به معنی «سرزمین هندوها» است.[۲] هندوستان (هندی: हिन्दुस्तान، اردو: ہندوستان، Hindustān) نامی فارسی برای هند است که در معنای گسترده‌تر برای سرتاسر شبه‌قاره هند بکار می‌رفته و بعدها در زبان هندوستانی (هندی-اردو) به عنوان یک نام بومی بکار گرفته شد.[۳][۴][۵] پس از چندپارگی هند، کاربرد این نام به عنوان نام تاریخی کشور هند (جمهوری هند) ادامه پیدا کرد.[۶][۷][۸] در معنای دوم، هندوستان یک اصطلاح ویژه جغرافیایی در زبان‌های انگلیسی و هندی است که برای نامیدن سرزمین‌های جلگه سند و گنگ در شمال هند بکار گرفته می‌شود.[۹] هندوستان یک واژهٔ پارسی است. هند بر گرفته از کلمه سند است و «ستان» یا «استان» یا «استت» معنی ناحیه و سرزمین می‌دهد.[۱۰] Old Persian Hinduš. زبان اوستایی suffix -stān (cognate to Sanskrit "sthān", = "place")[۱۱] امروزه در پاکستان و ایران و افغانستان و بعضی جمهوری‌های شوروی سابق، به جمهوری هند هندوستان هم گفته می‌شود.
- برات (به لاتین: Bharat) نیز نام دیگر هندوستان است، برات غالباً پیشتر نام قسمت شمال هندوستان کنونی و ناحیهٔ رود گنگ بود، اما امروزه برای تمام هند نیز استفاده می‌گردد.